# Enugu (Bundesstaat)

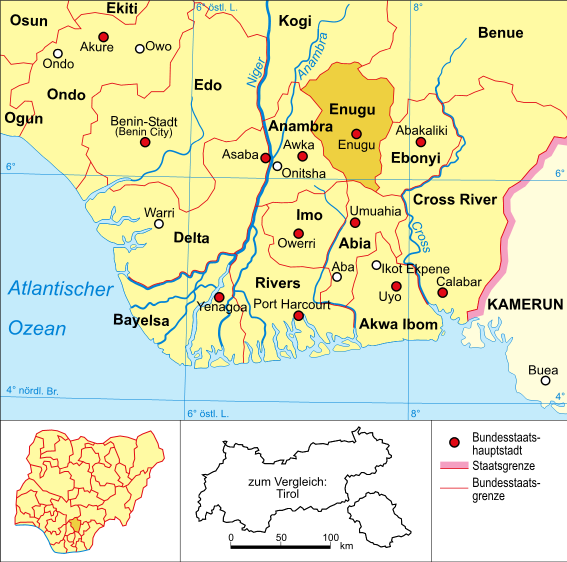
Lage von Enugu in Nigeria

Enugu ist ein Bundesstaat des westafrikanischen Landes Nigeria mit der Hauptstadt Enugu, die mit 653.436 Einwohnern (2005) auch die größte Stadt des Bundesstaates ist.

## Geografie
Der Bundesstaat liegt im Süden des Landes und grenzt im Nordwesten an den Bundesstaat Kogi, im Nordosten an den Bundesstaat Benue, im Süden an den Bundesstaat Abia, im Westen an den Bundesstaat Anambra und im Osten an den Bundesstaat Ebonyi.

## Geschichte
Am 3. Februar 1976 wurde der Bundesstaat Anambra mit der Hauptstadt Enugu aus dem früheren Bundesstaat „East Central“ gebildet. Am 27. August 1991 ist der Staat in die Bundesstaaten Anambra mit der Hauptstadt Awka und Enugu mit der gleichnamigen Hauptstadt aufgeteilt worden. Erster Gouverneur des früheren Staates Anambra war zwischen März 1976 und Juli 1978 John Atom Kpera. Gegenwärtiger Gouverneur des Staates Enugu ist seit 29. Mai 1999 Chimaroke Nnamani.

### Liste der Gouverneure und Administratoren
- John Kpera (Gouverneur 1976–1978)
- D. S. Abubakar (Gouverneur 1978–1979)
- Jim Nwobodo (Gouverneur 1979–1983)
- Christian Ono (Gouverneur 1983)
- Allison Madueke (Gouverneur 1984–1985)
- Samson Omeruah (Gouverneur 1985–1987)
- Robert Akonobi (Gouverneur 1987–1990)
- Herbert Eze (Gouverneur 1990–1992)
- Okwesilieze Nwodo (Gouverneur 1992–1993)
- Temi Ejoor (Administrator 1993–1994)
- L. Mike Torey (Administrator 1994–1996)
- Sule Ahman (Administrator 1996–1998)
- Adewumi Agbaje (Administrator 1998–1999)

## Verwaltung
Der Staat gliedert sich in 17 Local Government Areas. Diese sind: Aninri, Awgu, Enugu East, Enugu North, Enugu South, Ezeagu, Igbo-Etiti, Igbo-Eze North, Igbo-Eze South, Isi-Uzo, Nkanu East, Nkanu West, Nsukka, Oji River, Udenu, Udi und Uzo-Uwani.

## Wirtschaft
Der Bundesstaat wird überwiegend landwirtschaftlich genutzt. Es werden unter anderem Baumwolle, Kokosnüsse und Reis angebaut. Die Gewinnung von Bodenschätzen ist bedeutend. Es werden Kohle, Kalkstein, Eisenerz und Bauxit abgebaut sowie Erdöl und Erdgas gefördert.
In Enugu befinden sich eine Vielzahl von Industrieunternehmen. Dazu gehören: Enugu Vegetable Oil Products Limited in Nachi, Nigergas Company Limited in Emene, Aluminium Product Limited in Ohebe-Dim und Enugu, Building Material Industries Ltd. in Ezzambgo, Emenite Ltd. in Emene, Anambra Motor Manufacturing Company Ltd., Premier Cashew Industries Ltd. in Oghe, Nigersteels Industries Ltd. in Emene, Sunrise Flour Mill Ltd. in Emene und andere.
Koordinaten: 6° 30′ N, 7° 30′ O